# Kaple Panny Marie (Loket)
Kaple Panny Marie v Lokti v Karlovarském kraji je drobná barokní římskokatolická kaple stojící nad mostkem, který vedl přes řeku Ohři při staré, tzv. kostelní stezce, ze Starého Sedla do Karlových Varů. Nachází se při severozápadním okraji městské památkové rezervace Loket, ale již mimo historickou část města, na zatravněném prostranství uprostřed rozcestí dnešních ulic Sportovní a Lužná. V historické německé literatuře se uvádí jako Marien-Kapelle vor der Au (před paloukem). Od roku 2002 je chráněna jako kulturní památka.

## Historie
Před výstavbou kaple stávala původně na jejím místě kamenná socha (sloupek) Panny Marie Sedmibolestné (columna excavata Matris Dolorosae). Kaple byla postavena krátce po velkém požáru, při kterém v roce 1725 vyhořelo téměř celé město do základů, a měla obyvatele chránit před dalšími katastrofami. Od 18. století je zmiňována jako první zastavení při poutích na Chlum Svaté Maří do kostela Nanebevzetí Panny Marie a svaté Maří Magdaleny.
Po druhé světové válce a odsunu německého obyvatelstva nebyla kaple udržována a postupně chátrala, vybavení kaple bylo převážně rozkradeno anebo zničeno. Na počátku 21. století byla na náklady podnikatele Josefa Kränzleho z partnerského města Illertissen v Bavorsku provedena její celková rekonstrukce.

## Stavební podoba
Kaple je jednolodní neorientovaná stavba na půdorysu nepravidelného šestiúhelníku s trojbokým závěrem. Hlavní průčelí je široké 2,58 metrů a vysoké asi pět metrů. Délka kaple činí 2,73 metrů. Závěr kaple je pravidelný, trojboký. Kaple je zastřešena sedlovou střechou, nad závěrem stanovou. Střešní krytinou je černý bitumenový šindel. Obvodové stěny jsou členěny pilastry s mohutnými hlavicemi a plastickou průběžnou kordonovou římsou. Římsy a atika jsou oplechovány měděným plechem. Hlavní průčelí je bohatě plasticky členěno. Nad vstupem opatřeným zdobnou kovanou mříží se nachází oválná, zasklená nika, zrcadlo s geometrickým ornamentem s hořícím srdcem se svatozáří, symbolem Srdce Ježíšova, doplněné stigmaty. Na vrcholu štítu je mělká půlkruhově zaklenutá nika, původně osazená soškou svatého Floriána, nyní soškou Panny Marie. Na vrcholu štítu stojí liliový kříž, který je po stranách obou břeven opatřen symbolickými trny.
V interiéru byla umístěna v oltářním výklenku dřevěná barokní socha Panny Marie Bolestné a obraz s motivem Ukřižování Krista. Po stranách bývaly postaveny sochy svatého Jana Evangelisty a Panny Marie. Vybavení kaple se nedochovalo, stojí zde druhotně umístěna socha ženy objímající kříž.